# San Nicolás de los Ranchos (kommun)
San Nicolás de los Ranchos är en kommun i Mexiko.   Den ligger i delstaten Puebla, i den sydöstra delen av landet, 70 km sydost om huvudstaden Mexico City.
Följande samhällen finns i San Nicolás de los Ranchos:
- San Nicolás de los Ranchos
- San Pedro Yancuitlalpan